# H. J. Mulliner & Co.

Il salone HJ Mulliner all'angolo di Bath Road e Flanders Road, Bedford Park, Chiswick. L'accesso dei veicoli al salone e all'officina era da Flanders Road. L'ingresso pedonale dei clienti era su Bath Road, alla destra del camion Citroen.

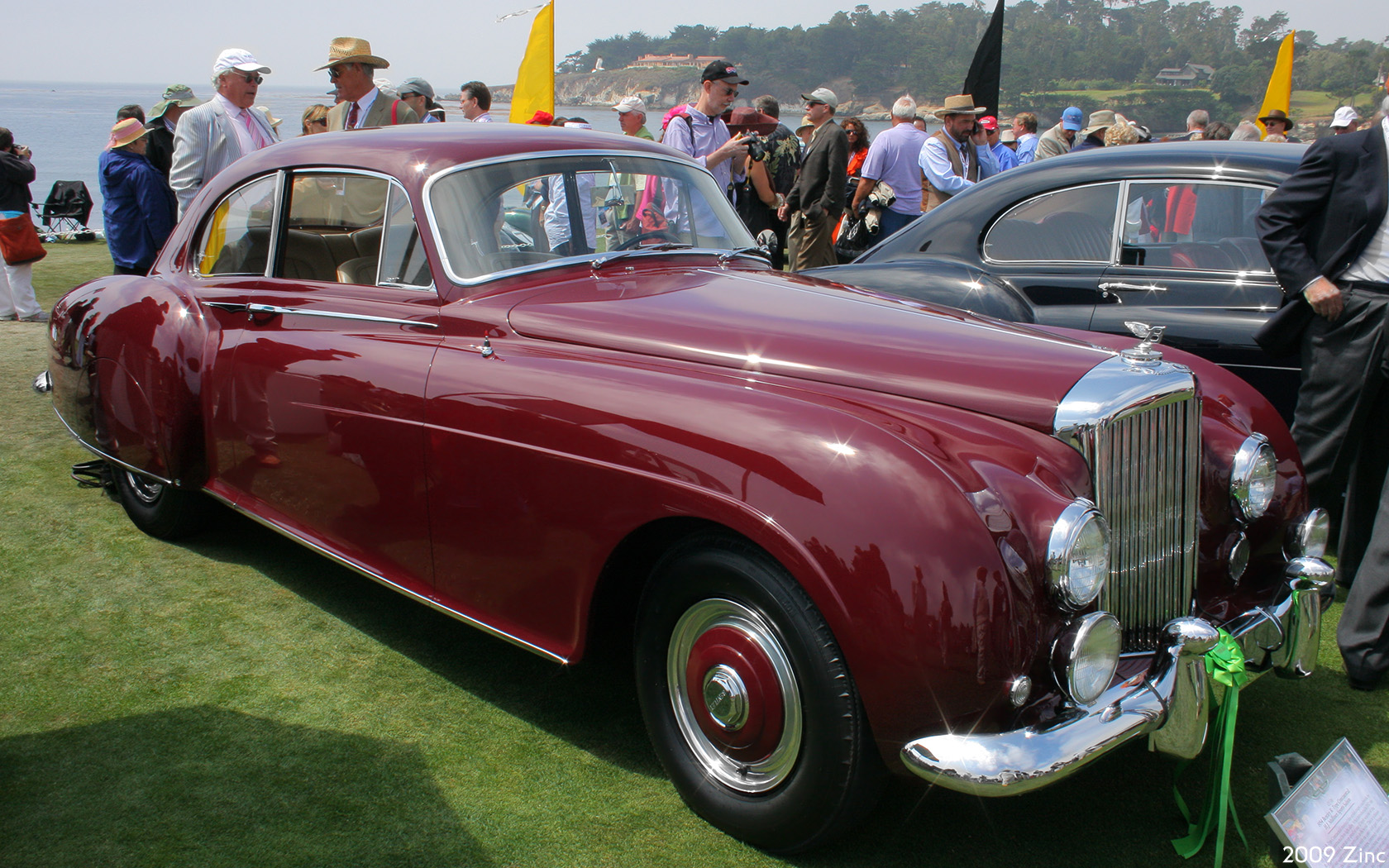
Carrozzeria del 1954
su telaio Bentley Continental

H.J. Mulliner & Co. è stata una nota carrozzeria inglese con sede a Bedford Park, Chiswick, ovest di Londra. L'azienda venne creata da H J Mulliner nel 1897, ma fu la continuazione di un'azienda a conduzione familiare fondata nel Northampton nel 1760 per la costruzione di carrozze. Nel dicembre 1909 la quota di controllo di questa azienda passò alla John Croall & Sons di Edimburgo. Croall vendette poi alla Rolls-Royce nel 1959.
"Mulliner" è oggi un reparto della Bentley.

## Henry Jervis Mulliner

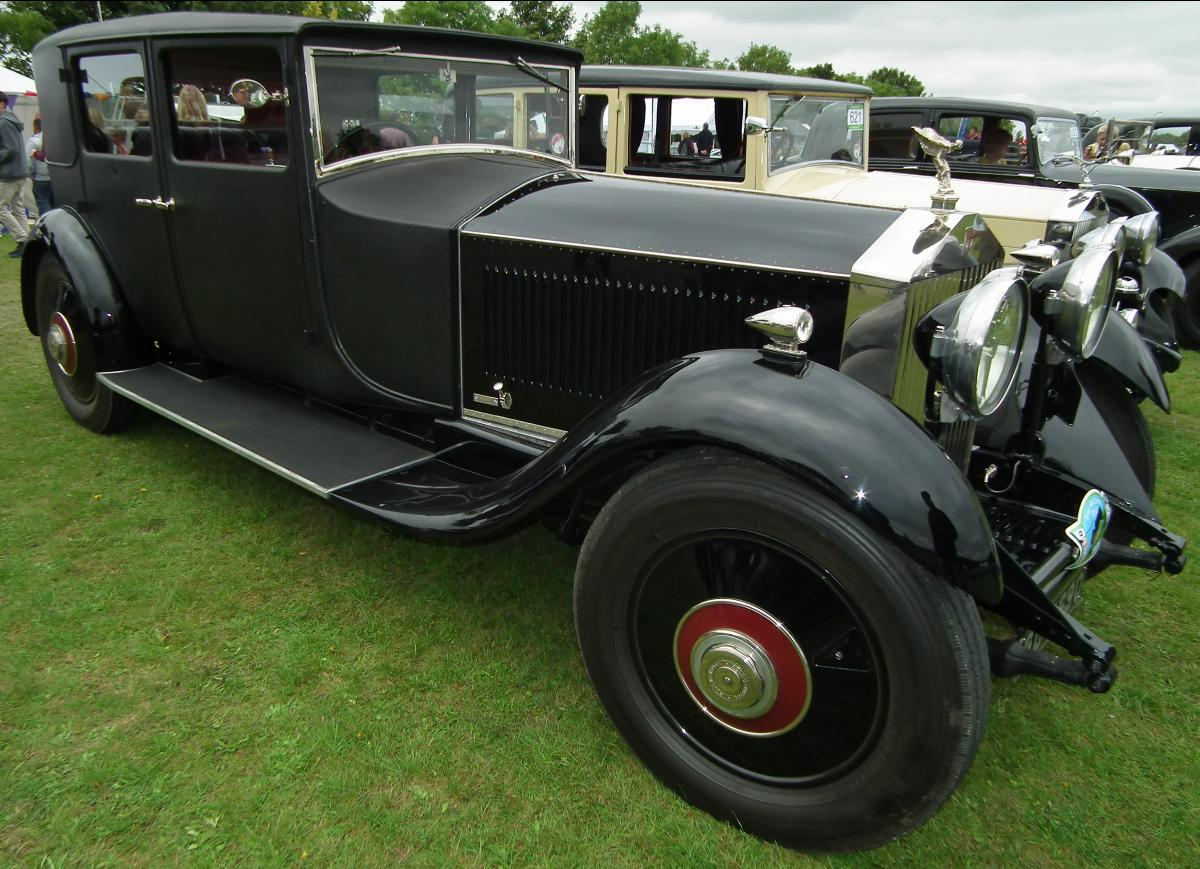
Quattro porte Weymann al salone 1929
su telaio Rolls-Royce Phantom II

Henry Jervis Mulliner (1870-1967), nato a Liverpool ma cresciuto a Chiswick, era il secondo figlio di Robert Bouverie Mulliner (1830-1902) di Northampton, terzo figlio di Francis Mulliner (1789-1841) di Leamington Spa e Northampton. Robert Bouverie Mulliner dette inizio ad una fiorente attività di costruzione di carrozzerie a Liverpool nel 1850, la cui metà vendette poi a suo fratello e nei primi anni del 1870 ne iniziò un'altra a Chiswick, alla periferia di Londra.
Suo figlio HJ Mulliner, nel 1897 incorporò la sua compagnia con la Mulliner London Limited. Si interessò subito al settore dell'automobile, in grande espansione nel 1900, rilevando da Mulliner London Limited il salone Mulliner di Brook Street, Mayfair, London. Il luogo era molto più agevole per i suoi clienti rispetto a Chiswick. Uno dei suoi primi clienti fu Charles Rolls che montò una carrozzeria Mulliner su un telaio Rolls-Royce Silver Ghost per uso personale.

## John Croall & Sons Edimburgo
Nel 1906, l'officina venne spostata da Mayfair a Chiswick e nel dicembre 1909 H J Mulliner cedette il controllo della compagnia a John Croall & Sons di Edimburgo. Venne mantenuto un legame familiare in quanto Croall assunse il fratello della moglie di H J Mulliner, Frank Piesse (1885-1960), per gestire l'azienda.
Anche se le carrozzerie venivano montate anche su altri telai, dal 1930 praticamente l'intera produzione veniva montata su Rolls-Royce e Bentley.

## Rolls-Royce
Rolls-Royce acquisì Mulliner nel luglio 1959 e la unì a Park Ward, che possedeva dal 1939, costituendo la Mulliner Park Ward nel 1961. Un editorialista finanziario osservò che l'esborso della Rolls-Royce fu relativamente modesto dato che il patrimonio dell'azienda era di circa 250.000 £. È stato osservato che Mulliner era uno degli ultimi carrozzieri indipendenti, poiché altri erano controllati da case automobilistiche o distributori.
|  |